# ボストーク2号
ボストーク2号（ボストーク2ごう、ロシア語: Восток-2,英語: Vostok 2）は、ソビエト連邦の有人宇宙飛行で、長期間の無重力状態が人体に与える影響を調べるために、宇宙飛行士ゲルマン・チトフを乗せて軌道上を約1日飛行した。
ボストーク1号のユーリ・ガガーリンとは異なり、チトフは短期間の間、宇宙船の手動操縦も行った。また、地球や宇宙空間の撮影も行った。
宇宙酔いに罹ったこと、ヒーターが故障し、内部の温度が6.1℃まで下がってしまったこと、再突入モジュールの分離が予定通り行かなかったことを除いて、飛行はおおむね成功した。
次世代機ボスホートの開発に伴い、再突入カプセルは破棄された。
現在でもチトフは、宇宙飛行の最年少記録保持者である。彼は飛行当時、25歳11ヶ月だった。

## 飛行
チトフを乗せたボストークは1961年8月6日6:00（UTC）にバイコヌール宇宙基地を発射した。7:45（UTC）にはモスクワ放送の有名なアナウンサーであるユーリ・レビタンが打ち上げの様子を伝えた。
軌道に入るとすぐに、チトフは困惑を覚えた。彼は9:30（UTC）に昼食、14:00に夕食をとろうとしたが、6度目の周回の時に嘔吐した。
世界中のラジオで、9:30から10:00（UTC）の間にチトフの肉声が流された。9:00（UTC）に西ヨーロッパにさしかかると、パリ近くのムードン天文台ではチトフの声を、ロンドン郊外のロイター通信では19.995 MHzの無線標識信号を受信した。
バージニア州アーリントンのラジオパーソナリティーであるジェームズ・ダフィーは、ワシントンのソ連大使館が翻訳した、チトフからのアメリカ国民へのメッセージを受け取った。チトフが眠る前に最後に北アメリカを通過したのが14:50（UTC）なので、これはこの頃に15.765 MHzか20.006 MHzの周波数で、受けとられたはずである。BBCはチトフから電話を受け、船内の気温が22℃であることや彼のコールサインがOriel（オリョール、鷹）であるという報告を受けた。これ以降、チトフは場所に関わらず30分おきに短波ラジオで交信を行った。
チトフは1周目と7周目に手動で体勢の制御を行った。1周目が終わる頃の7:38（UTC）にチトフとニキータ・フルシチョフは挨拶を交わした。
チトフは15:16（UTC）にモスクワ上空を飛行している時、就寝の挨拶をし、15:30から23:37（UTC）まで眠った。しかし眠りに就く前にめまいと吐き気、頭痛を感じた。チトフは熟睡でき、睡眠時間を35分もオーバーしてしまうほどだったが、やはり気分は悪いままだった。しかし12周目の周回が終わる頃には体調も良くなった。2:45（UTC）に朝食をとった。
ストックホルム近郊にあるスウェーデン通信局では5:34から5:52（UTC）にかけて無線標識信号を受信した。日本の通信局は、7:10（UTC）にボストーク2号からの最後の信号を受信したと発表した。
再突入の際にはまたも再突入モジュールが外れず、チトフはガガーリンの時と同じ不安を味わった。大気の断熱圧縮による熱でやっとモジュールが外れ、再突入カプセルは無事に降下することができた。チトフはカプセルから射出され、パラシュートで7:18（UTC）に着地した。着陸の成功はラジオモスクワで9:04（UTC）に発表された。

## メンバー
- 乗組員
  - ゲルマン・チトフ
- バックアップクルー
  - アンドリアン・ニコラエフ

## 発射時刻、着陸時刻
- 打ち上げ
  - 1961年8月6日 5:00 UTC
  - 打ち上げ位置　バイコヌール宇宙基地 LC1
- 着陸
  - 1961年8月7日 7:18 UTC
  - 着陸位置　51°N, 46°E